# 陳丹蕾
陳丹蕾（1969年—），前香港女子乒乓球選手，她與齊寶華被譽為香港90年代的「乒乓孖寶」。現已退役從商。
陳丹蕾八歲開始打乒乓球，早年就讀北京市朝陽區垂楊柳第二小學。她在八歲時被北京市朝陽區體育運動學校的教練選拔接受乒乓球訓練。小學畢業後放棄升讀中學，並加入北京體育技術運動學院，即北京乒乓球代表隊。1988年，陳從北京來到香港。1990年北京亞運會，陳丹蕾、齊寶華、陳淑媛為香港女子乒乓隊獲得女團銅牌。1994年廣島亞運會，獲得女團銀牌。1998年初曾宣佈退休，不過在1998年曼谷亞運會時復出，陳丹蕾與桑亞嬋獲得女子雙打銀牌。另外在女子團體賽中，陳丹蕾、桑亞嬋、唐韵、王晶獲得銅牌。1999年正式退休。